# Johanna d’Arc of Mongolia
Johanna d’Arc of Mongolia (englischer Titel: Joan of Arc of Mongolia) ist ein mehrsprachiger Film von Ulrike Ottinger. Der Film ist eine Genremischung aus ethnologischem Film und Spielfilm.

## Handlung
Der Film spielt zunächst in der Transsibirischen Eisenbahn, wo sich die vier Protagonistinnen begegnen. Als Erste wird Lady Windmere eingeführt, eine in London ansässige, französischsprachige Privatgelehrte für Ethnologie, die einen eigenen, luxuriös ausgestatteten Waggon des Zuges bewohnt und für sich über alte Reiseberichte nach Sibirien philosophiert.
Danach wird die deutsche Oberstudienrätin Frau Müller-Vohwinkel aus Bad Harzburg in ihrem Abteil gezeigt, wo sie sich selbst aus einem Baedeker-Reiseführer über den Bau der Transsib vorliest.
Fanny Ziegfeld, ein US-amerikanischer Musical-Star vom Broadway, ist in ihrem Liegeabteil vom ewigen Grün gelangweilt und singt auf Bitte von Ludmilla, der Abteilbedienung, die gerade Tee mit Rum bringt, das Lied „In The Green Valley“ aus ihrem Musical „Green Dreams“ (eine Anspielung auf „In The Valley“ gesungen von Judy Garland in The Harvey Girls) und erhält dafür auf ihre Bitte „süße, kalorienreiche Waffeln Marke Rotfront“.
Die letzte und jüngste Protagonistin, die schweigsam beobachtende Giovanna, reist als Rucksacktouristin auf Suche nach Erlebnissen in Holzklasse zusammen mit dem russischen und chinesischen Fahrgästen. Während diese sich mit ihrem Reiseproviant und den mitreisenden Tieren beschäftigen, liegt sie lethargisch auf einer Gepäckpritsche und hört Walkman, um sich vom Trubel abzuschotten. Ihr Name spielt auf die titelgebende Jeanne d’Arc an. Als sie beim abrupten Halt an einem kleinen russischen Bahnhof beinahe aus ihrer Pritsche fällt, wird sie von Lady Windmere entdeckt, die sich gerade auf einem forschenden Rundgang durch den Zug befindet und die sie mit einer mongolischen Prinzessin vergleicht. Begeistert von ihrer gelehrten Sprechweise lässt Giovanna sich gerne in das Zugrestaurant entführen.
Am Bahnhof spielt eine vierköpfige russische Damenband in Militäruniform.
Ferner reist der jiddisch-amerikanische Musicalstar Mickey Katz mit, der hier als verfressener, genusssüchtiger und tuntenhafter Lebemann mit großem Reichtum portraitiert wird. Er kauft am Bahnhof einem chinesischen Schamanen ein Wundermittel gegen seine Leiden ab.
Außerdem steigt der russische Offizier Alexander Boris Nikolaj Nikolajewitsch Murawjoff mit seinem Adjutanten Aljoscha zu und betreten das Abteil von Fanny Ziegfeld.
Obwohl er strenge Diät halten müsste, bestellt sich Mickey Katz im Zugrestaurant ein mehrgängiges russisches Menü, wobei er mit seinem Wunsch nach einem gebratenen Schwan in vollem Gefieder die Kapazitäten des Bordrestaurants beinahe sprengt.
Frau Müller-Vohwinkel hingegen bestellt wie auch Fanny Ziegfeld gegen Coupon das Touristenmenü für Pauschalreisende. Ferner betreten Lady Wintermere und Giovanna das Zugrestaurant und wählen à la carte.
Nachdem auch Murawjoff und sein Adjutant Platz genommen haben, betreten die drei Kalinka Sisters, eine georgische Damen-Combo mit Repertoire der Andrew Sisters gemischt mit russischen Volksliedern, das Restaurant und geben eine spontane musikalische Einlage. Sie werden von Murawjoff mit Wodka belohnt, der daraufhin ausgiebig und für alle hörbar aus seiner ferneren Familiengeschichte schwadroniert, bis sein Vortrag durch das feierliche Eintreffen des Menüs für Mickey Katz unterbrochen wird.
Fanny Ziegfeld und Frau Müller-Vohwinkel erhalten indessen ihr in Plastikfolie verschweistes Touristenmenü. Allerdings handelt es sich um koschere Speisen, mit denen sich der Zug aufgrund der Anwesenheit von Mickey Katz vorsorglich in großer Zahl eingedeckt hatte.
Unterdessen fährt Lady Wintermere fort, Giovanna mit dem pathetischen Vortrag einer altmongolischen Legende über das Wunderkraut Pan-Zui zu faszinieren. Dem lauscht auch Mickey Katz und er gesellt sich schließlich zu den beiden Damen, bis Lady Wintermere ihn schließlich bittet eine Kostprobe seines Gesangs zu geben, wozu er aber nur bereit ist, wenn auch Fanny Ziegfeld eine Darbietung gibt. Er singt daraufhin ein Medley aus „A Yiddish New York Bubele Likes Blintzes In Hester Street“, „Toot, Toot, Tootsie (Goo' Bye!)“ und „Bei mir bistu shein“.
Fanny Ziegfeld singt erneut „In the Green Valley“. Lady Wintermere lädt die Anwesenden zum Fünf-Uhr-Tee am Folgetag in ihr Abteil ein und die Kalinka-Sisters stimmen erneut Bei mir bistu shein an, an dem sich auch Ziegfeld, Murawjoff und Katz beteiligen. Murawjoffs Adjutant Aljoscha, der eine Ballettausbildung am Bolschoi-Theater abgebrochen hat, gibt eine Steptanzeinlage, die die homoerotische Aufmerksamkeit von Mickey Katz anregt.
Am nächsten Morgen wacht Giovanna in Lady Winteremeres luxuriösem Abteil auf und wird von ihr eingeladen, vor dem Frühstück ein heißes Bad zu nehmen.
Aljosha poliert die Orden seines Vorgesetzten, während sich Murawjoff um einen Smalltalk mit Fanny Ziegfeld bemüht, den diese jedoch zurückweist.
Indessen ist Frau Müller-Vohwinkel in Lady Wintermeres Abteil angekommen und hört sich von ihr einen gelehrten Vortrag über russische Gebäcktraditionen an, den sie durch Anmerkungen aus dem Baadeker zur Butterwoche ergänzt. Giovanna findet das zu realitätsfern und wird daraufhin von Frau Müller-Baedeker auf die Gefahren des Alleinereisens aufgeklärt. Lady Wintermere nimmt sie hingegen in Schutz und betont zweideutig, dass sie ja schließlich aufgebrochen sei, um Erfahrungen zu sammeln. Frau Müller-Vohwinkel bemerkt selbstkritisch, dass ihr wohl bedauerlicherweise der pädagogische Eros fehle, worauf Mickey Katz das Abteil betritt. Auch Murawjoff trifft ein, wird aber sofort von seinem Adjutanten wieder zum Gehen aufgefordert, da sie an ihrem Reiseziel Kultuk eingetroffen sind, wo Murawjoff grenzverletzende Nomaden disziplinieren soll. Zuletzt trifft Fanny Ziegfeld ein.
Am Bahnhof von Kultuk spielt wieder dieselbe vierköpfige Damenband, die schon am letzten Bahnhof gespielt hatte, während im Hintergrund ein mongolischer Reiter vorbeischreitet. Beim Tee stellen die vier Damen fest, dass sie gemeinsam in der Transmongolischen Eisenbahn weiterreisen werden.
In Ulan-Ude sind die vier Frauen und die Kalinka Sisters in die Transmongolische Eisenbahn umgestiegen, was nach einem abrupten Szenenwechsel nicht zu sehen war. In der weniger luxuriösen Bahn reisen nun Lady Wintermere und Giovanna sowie Frau Müller-Vohwinkel und Fanny Ziegfeld in je einem Abteil.
Als nach einem Blick aus dem Fenster Frau Müller-Vohwinkel eine Kamelkarawane erblickt, kippt der Film aus der vollständig im Studio aufgenommenen Perspektive seines ersten Drittels in den Hauptteil, der von realistischen Außenaufnahmen im Stil eines völkerkundlichen Dokumentarfilms, allerdings über eine nicht mehr existierende, bzw. teils erfundene altmongolische Kultur, geprägt ist.
Wie in einem Westernfilm tauchen hinter den Bergrücken mit Pfeil und Bogen bewaffnete Kamelreiterinnen und ihre Anführerin, Prinzessin Ulun Iga, auf, die mit einem mickrigen Haufen Sand den Zug zum Stehen bringen und die vier Protagonistinnen, sowie die Kalinka-Sisters als Geiseln entführen.
Nach den Opfern an einem heiligen Baum begegnet der Trupp mit den Frauen in der grünen Steppe einer aus Kamelen, Yaks und Pferden bestehenden Herde des rivalisierenden Königs der Kharatsin mit auf Wagen geladenen Jurten. Am Mäanderbogen eines kleinen Baches trägt ein Gesandter des im Sterben liegenden Olgi Sumiya unter Begleitung von Musikern mit Erhu und Morin Khuur die Entschuldigung seines Stammes vor, der vor einiger Zeit einen Opferzug ihres Stammes zu einem Kumbum überfallen und ausgeraubt hatte, aber seitdem von Unglück verfolgt schien. Daraufhin wird der Traum des sterbenden Königs von dem Erhu-Spieler singend vorgetragen, in dem die Rückgabe des Diebesguts gefordert wird, die er heute zu vollziehen gedenkt. Die Prinzessin nimmt die Entschuldigung und die Kompensation an und sendet dem kranken König einen heilenden Gürtel.
Die Reiterinnen beziehen mit den Geiseln die zurückerhaltenen Jurten und veranstalten ein Freudenfest.
Das letzte Drittel des Filmes zeigt den Aufenthalt der Geiseln im Jurtendorf, wobei sie verschiedenen Ritualen beiwohnen und in dem es zu verschiedenen kulturellen Missverständnissen kommt.
Am Ende des Films werden alle westlichen Frauen zurück zur transmongolischen Eisenbahn gebracht. Nur Giovanna, die inzwischen eine Liebesbeziehung mit Ulun Iga eingegangen ist, bleibt hin- und hergerissen zurück.

## Produktion
Die Zweiteilung des Films, zwischen Aufnahmen im Zug und in der mongolischen Landschaft, unterstreichen auch die unterschiedlichen Kameraeinstellungen. Während im ersten Teil, räumlich bedingt, Medium Shots verwendet werden, kommt im zweiten Teil meist die Totale zum Einsatz. Ulrike Ottinger erklärt in einem Interview einen weiteren Unterschied zwischen den Parts:

„In the first part, the action is on the train. These scenes were all shot in meticulously constructed sets made in the studio – even the glimpses of the passing outside landscape, as seen through the windows. I wanted the audience to see the true artificiality of that construction. So, you catch a glimpse of a rip in the back wall of Lady Windermere's private car. But the rip is really a trompe l'oeil painting made by theatrical set painters. It signals this as an intentionally highly artificial presentation of the Western world and its fantasies of the East.“

Im Kontrast dazu wurden die Landschaftsaufnahmen alle vor Ort gedreht. Die Aufnahmen in der Mongolei dauerten insgesamt zweieinhalb Monate.

## Rezeption
In der wissenschaftlichen Rezeption werden anhand von Johanna d'Arc generelle Fragen des ethnologischen Films behandelt. So stellt die Filmwissenschaftlerin Julia Knight heraus, dass Ottinger den eurozentrischen „Blick“ sichtbar mache, indem sie eine Gruppe westlicher Frauen, und unter ihnen eine Ethnologin, in die mongolischen Schauplätze des Films einbaut. Gerade die Schlussszene zeige „both cultures as artificial constructs“.
Dagegen betont die Germanistin Shanta Rao den, aus ihrer Sicht, problematischen Umgang Ottingers mit der mongolischen Kultur, was Rao als Othering bezeichnet. Rao kritisiert nachdrücklich die ahistorische Konstruktionen mongolischer Traditionen durch den Film, beispielsweise Ottingers Darstellung eines Naadam. Dies sei gerade in Verbindung mit der Ausblendung von "historical and political questions concerning the „reality“ of Mongolia‘s  colonization" problematisch.

## Auszeichnungen
- 1989: Filmband in Gold in der Kategorie Visuelle Gestaltung
- 1989: Preis der Publikumsjury Montréal